# Siniscola
Siniscola (Thiniscole en sardo) es una localidad italiana de la provincia de Nuoro, región de Cerdeña, con 11.532 habitantes.

## Evolución demográfica
| Gráfica de evolución demográfica de Siniscola entre 1861 y 2001 |
|                                                                 |
| Fuente ISTAT - elaboración gráfica de Wikipedia                 |